# Alpes do Ortler
Os Alpes do Ortles ou Alpes do Ortler são um maciço montanhoso que se encontra na região da Lombardia e Trentino-Alto Adige da  Itália. O ponto mais alto é o Ortler com 3905 m, que é também o cume mais alto da secção dos Alpes Réticos meridionais.

## Localização
Os  Alpes de Ortles têm da mesma secção alpina os Alpes do Vale de Non e as Dolomitas de Brenta.
De outras secções tem a Norte os Alpes de Venoste, a Nordeste os Alpes de Sarentino, a Sul os Alpes de Adamello e de Presanella, e a Oeste os Alpes de Bernina, Alpes de Livigno e os Alpes de Val Mustair, os três dos Alpes Réticos ocidentais.

## SOIUSA
A Subdivisão Orográfica Internacional Unificada do Sistema Alpino (SOIUSA) dividiu os Alpes em duas grandes Partes: Alpes Ocidentais e Alpes Orientais, separados pela linha formada pelo  Rio Reno - Passo de Spluga - Lago de Como - Lago de Lecco.
Os Alpes de Ortles, Alpes do Vale de Non, Alpes de Adamello e de Presanella, e as Dolomitas de Brenta formam a secção alpina dos Alpes Réticos meridionais

### Classificação  SOIUSA
Segundo a SOIUSA este acidente geográfico é uma Sub-secção alpina com as seguintes características:
- Parte = Alpes Orientais
- Grande sector alpino = Alpes Orientais-Sul
- Secção alpina = Alpes Réticos meridionais
- Sub-secção alpina =  Alpes de Ortles
- Código = II/C-28.I

## Imagens

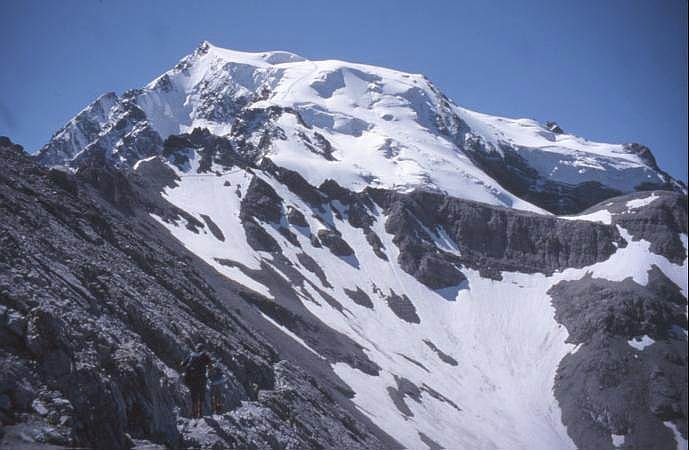
O Ortler